# Nam June Paik
Nam June Paik (ur. 20 lipca 1932 w Seulu, Korea, zm. 29 stycznia 2006 w Miami, Floryda) – amerykański artysta pochodzenia koreańskiego, zajmował się komponowaniem, sztuką performance, jako pierwszy wykorzystał media elektroniczne do artystycznych celów, tworząc prace wideo i interaktywne instalacje. Jedna z czołowych postaci Fluxus.

## Życiorys
W czasie wojny domowej w Korei w 1950 roku rodzina Paika wyemigrowała. Paik studiował estetykę, historię sztuki, teorię muzyki i filozofię w Hongkongu i Japonii, a następnie przeniósł się do Niemiec. Tam zajął się teorią i historią muzyki oraz kompozycją, a także muzyką elektroniczną i fortepianową.
W latach 1958–1963 Paik mieszkał i pracował w Kolonii, gdzie poznał Johna Cage’a. Oto jak wspomina John Cage działanie Paika, które miało miejsce w latach 50.: Nam June Paik podszedł nagle do mnie, obciął mi krawat i zaczął szarpać na mnie ubranie, jakby chciał ze mnie je zedrzeć. Za nim było otwarte okno, byliśmy na szóstym piętrze, i nagle każdy pomyślał, że on przez to okno wyskoczy. Na szczęście zadowolił się wyjściem z pokoju. My jednak pozostaliśmy przez jakiś czas jak ogłuszeni, bez ruchu i przerażeni. Wreszcie zadzwonił telefon – to był Paik. Dzwonił, żeby nam powiedzieć, że performance się skończył.

## Twórczość
W latach 60. Paik zaczął współpracować z ruchem Fluxus, co zaowocowało przejściem od muzyki elektronicznej w kierunku akcji dźwiękowych i sztuki performance. W tamtym jego prace były dość ekspresyjne, np. wykonując utwór La Monte Younga Draw a straight line and follow Paik zanurzał krawat i głowę w nocniku z atramentem i wykreślał linie na papierze rozłożonym na podłodze nazywając to Zen dla głowy. Czasami też jego utwory eksponowały seksualność, np. w Symphony Nr. 5 jedna z części miała być odegrana na fortepianie sztywnym członkiem (bardzo głośno), a w Opera sextronique z 1967 roku wiolonczelistka miała stopniowo się obnażać. 
Zaczął też tworzyć „przerabiane zestawy TV”, w których manipulował telewizyjnym sygnałem używając magnesów, tworząc wideo-sprzężenia, wykorzystując syntezatory i inne technologie do generowania kalejdoskopowych obrazów i efektów świetlnych. Do tworzenia swoich realizacji wykorzystywał używane zestawy telewizyjne. W galerii Parnass (Wuppertal) w 1963 roku Paik zaprezentował wystawę Exposition of Music. Electronic Television. Po raz pierwszy pokazano prace stworzone z użyciem odbiorników telewizyjnych i w związku z tym wystawa uznana została za początek sztuki mediów. W komentarzu do wystawy Exposition of Music. Electronic Television artysta napisał:
Moje eksperymentalne TV nie zawsze jest interesujące, ale nie zawsze też nieinteresujące, jak natura, która jest piękna nie dlatego, że zmienia się w piękny sposób, lecz dlatego, że się zmienia.
Jego wypowiedzi często przypominały krótkie sentencje zen, owe porady lub opowieści z życia wzięte. Filozofia zen była dla niego jednym z podstawowych źródeł, z którego czerpał w swoich wczesnych realizacjach, i którą mocno akcentował w tekstach i tytułach prac. Stworzył min. realizacje, nazwane: Zen dla spaceru, Zen dla wiatru, Zen dla palca, w których zestawił ze sobą zwykłe przedmioty: puszki, kapeć, klucz, zabawki, fotografie.

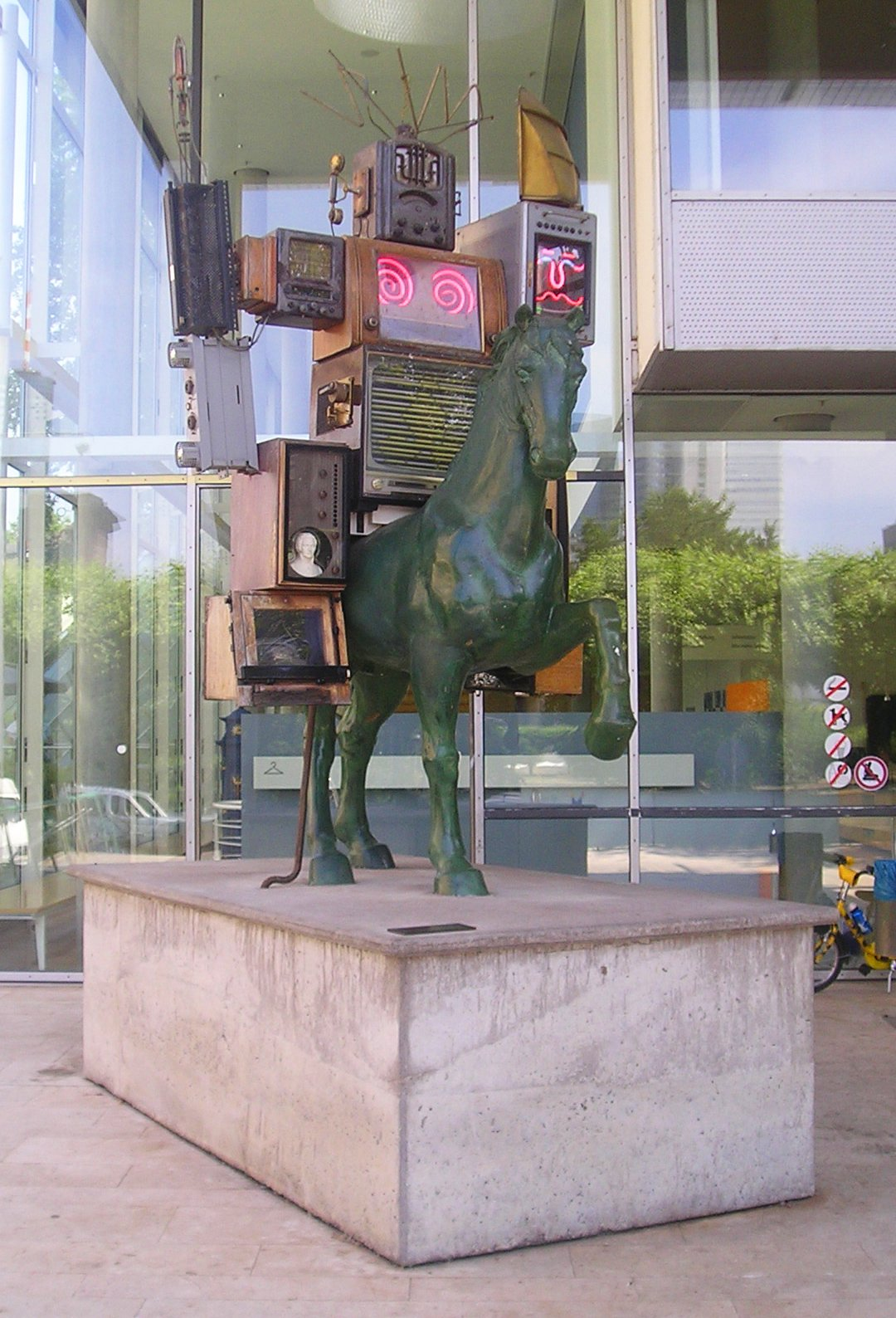
Pre-Bell-Man, posąg przed 'Museum für Kommunikation', Frankfurt nad Menem, Niemcy

Zen dąży do uchwycenia, jak pisze D.T. Suzuki, w sposób jak najbardziej bezpośredni i absolutny istoty samego życia. Poprzez praktykę zen ćwiczymy i doświadczamy umysł, który rozumiany jest tu nie tylko w znaczeniu ośrodka intelektu, ale także jako droga, serce i cel. W tym samym, wyszczególnionym powyżej komentarzu Paik odnosi się dość krytycznie do działalności popularyzującej zen dokonywanej przez Suzukiego, twierdząc, iż kulturalny patriotyzm jest bardziej szkodliwy od politycznego. Pod sformułowaniem kulturalny patriotyzm można chyba rozumieć próbę formatowania kultury, tworzenia „kulturowego pakietu” (ujmowanego negatywnie, w przeciwieństwie do pozytywnego pojęcia kulturowego bagażu), który można „eksportować” i którym można „handlować” tak jak innymi produktami. Negacja takiego „kulturowego pakietu” to wyraz przekonania o niewymierności kultury, niemożności zamknięcia jej w ramach jakiejś polityki sprzedaży lub, co gorsza polityki podboju.
Takie przekonania Paika są też kluczem do zrozumienia jego synkretyzmu, który łączy w jego realizacjach różne elementy z różnych czasów, z różnych kultur, synkretyzmu, w którym motywy, symbole, powłoki (zużyte, stare obudowy) wędrują i z odbiorników radiowych lub telewizyjnych może powstać drzewo-fetysz, obiekt-fetysz, który równie dobrze można by umiejscowić na terytorium jakiegoś plemienia.
Według Paika technologia towarzyszyła człowiekowi od starożytnych czasów, przykładem może być kultura egipska, która wypracowała złożone technologie, min.: budowy grobowców, produkcji pigmentów, mumifikacji, a także stworzyła systemy ochrony i zajmowała się astrologią.
W 1974 roku, w studium dla Rockefeller Foundation, Paik użył sformułowania „autostrada informacyjna”, które stało się sloganem prawie 20 lat później, w trakcie rozwoju sieci WWW. Rozumowanie artysty było następujące: Jeżeli tworzysz autostradę, ludzie wymyślają samochody. (...) Jeżeli tworzysz elektroniczną autostradę, coś musi się wydarzyć. To przeświadczenie ukształtowało się w trakcie jego pracy nad muzyką elektroniczną w Kolonii w latach 1958-59, gdzie miał styczność z technologią telekomunikacji.
Inne jego przedsięwzięcia to Robot K-456, wideo-syntezator zbudowany wspólnie z Shuye Abe w 1961 roku oraz TV Wiolonczela dla Charlotte Moorman z 1971 roku.
W latach 80. Paik jako pierwszy użył satelitów jako medium dla artystycznego przekazu. Jego pierwsza satelitarna instalacja to Good Morning Mr. Orwell dokonana w 1984 roku. Artysta dał w niej wyraz swojemu przekonaniu, iż orwellowska wizja rzeczywistości się nie ziściła. Inne połączenie satelitarne w formie performance było zatytułowane Bye Bye Mr. Kipling i przeciwstawiało się myśli Rudyarda Kiplinga, który stwierdził, iż „Wschód to Wschód, Zachód to Zachód i nigdy się nie spotkają”. Trzecia duża transmisja, tym razem pod tytułem Wrap Around the World, była połączeniem między USA, Brazylią, Francją, Niemcami, Irlandią, Izraelem i Japonią. W satelitarnym performance uczestniczył artyści – japoński muzyk Ryūichi Sakamoto, piosenkarz David Bowie, choreograf Merce Cunningham, wiedeńska Orkiestra.
Paik pracował również z laserami, które według jego słów posiadają rodzaj nowej mistyki, działają psychicznie na widzów. Przed dokonaniem ruchu czuję, że jakaś część mnie jest już w innej części świata. Laser łączy z bardziej uduchowionym światem. Jest też kontynuacją mojej sztuki wideo, ale dobrą rzeczą w tym jest to, że nie można tego pokazać w TV.

## Nagrody i wyróżnienia
- Nagroda Kioto w dziedzinie sztuki i filozofii (1998)[9]